# ZP4
ZP4 (англ. Zona pellucida glycoprotein 4, також відомий як avilesin на честь його першовідкривача Мануеля Авілеса Санчеса) – білок, який кодується однойменним геном, розташованим у людей на короткому плечі 1-ї хромосоми.  Довжина поліпептидного ланцюга білка становить 540 амінокислот, а молекулярна маса — 59 400.
| 10         |  | 20         |  | 30         |  | 40         |  | 50         |
| ---------- |  | ---------- |  | ---------- |  | ---------- |  | ---------- |
| MWLLRCVLLC |  | VSLSLAVSGQ |  | HKPEAPDYSS |  | VLHCGPWSFQ |  | FAVNLNQEAT |
| SPPVLIAWDN |  | QGLLHELQND |  | SDCGTWIRKG |  | PGSSVVLEAT |  | YSSCYVTEWD |
| SHYIMPVGVE |  | GAGAAEHKVV |  | TERKLLKCPM |  | DLLARDAPDT |  | DWCDSIPARD |
| RLPCAPSPIS |  | RGDCEGLGCC |  | YSSEEVNSCY |  | YGNTVTLHCT |  | REGHFSIAVS |
| RNVTSPPLLL |  | DSVRLALRND |  | SACNPVMATQ |  | AFVLFQFPFT |  | SCGTTRQITG |
| DRAVYENELV |  | ATRDVKNGSR |  | GSVTRDSIFR |  | LHVSCSYSVS |  | SNSLPINVQV |
| FTLPPPFPET |  | QPGPLTLELQ |  | IAKDKNYGSY |  | YGVGDYPVVK |  | LLRDPIYVEV |
| SILHRTDPYL |  | GLLLQQCWAT |  | PSTDPLSQPQ |  | WPILVKGCPY |  | IGDNYQTQLI |
| PVQKALDLPF |  | PSHHQRFSIF |  | TFSFVNPTVE |  | KQALRGPVHL |  | HCSVSVCQPA |
| ETPSCVVTCP |  | DLSRRRNFDN |  | SSQNTTASVS |  | SKGPMILLQA |  | TKDPPEKLRV |
| PVDSKVLWVA |  | GLSGTLILGA |  | LLVSYLAVKK |  | QKSCPDQMCQ |  |            |

A: Аланін

C: Цистеїн

D: Аспарагінова кислота

E: Глутамінова кислота

F: Фенілаланін

G: Гліцин

H: Гістидин

I: Ізолейцин

K: Лізин

L: Лейцин

M: Метіонін

N: Аспарагін

P: Пролін

Q: Глутамін

R: Аргінін

S: Серин

T: Треонін

V: Валін

W: Триптофан

Кодований геном білок за функцією належить до рецепторів. 
Задіяний у таких біологічних процесах як запліднення, поліморфізм. 
Локалізований у клітинній мембрані, мембрані, позаклітинному матриксі.
Також секретований назовні.